# Myriam Delacroix-Rolin
 (octobre 2016).
Si vous disposez d'ouvrages ou d'articles de référence ou si vous connaissez des sites web de qualité traitant du thème abordé ici, merci de compléter l'article en donnant les références utiles à sa vérifiabilité et en les liant à la section « Notes et références ».
Myriam Christiane Henriette Ghislaine Delacroix-Rolin, née à Uccle le 30 septembre 1951, est une femme politique belge francophone, membre du cdH.

## Biographie
Myriam Rolin est la fille de André Rolin, né le 16 mai 1927 et d'Huguette Waucquez, née le 11 juillet 1927. Elle poursuit ses études secondaires en humanités latin–grec au centre scolaire de Berlaymont avant de suivre pendant trois ans une formation en traduction-interprétation à l'Institut Marie Haps.
Myriam Rolin se marie en 1973 avec Géry Delacroix, né le 25 mai 1947. De cette union naissent cinq enfants : Julie, née en 1974, Marie en 1975, Miguel en 1978, Émilie en 1979 et Astrid en 1984.

## Carrière politique
- Conseillère communale à Rhode-Saint-Genèse entre 1983 et 1989,
- Bourgmestre de Rhode-Saint-Genèse de 1989 à 2012,
- Députée fédérale belge du 6 juillet 2010 au 1er mai 2013 où elle est :
  - Membre effectif de la Commission de l'Intérieur, des Affaires générales et de la Fonction publique
  - Membre suppléant de la Commission des relations extérieures
  - Membre suppléant de la Commission des naturalisations